# 拉罗谢特 (萨瓦省)
拉罗谢特（法語：La Rochette，法語發音：[la ʁɔʃɛt] ⓘ）是法国萨瓦省的一个旧市镇，位于该省中西部，属于尚贝里区。2019年，拉罗谢特与市镇埃塔布勒合并为新市镇瓦尔热隆拉罗谢特，拉罗谢特为新市镇行政中心。

## 地理
拉罗谢特（45°27'31"N, 6°7'13"E）面积4.66 平方千米，位于法国奥弗涅-罗讷-阿尔卑斯大区萨瓦省，该省份为法国东部省份，历史上为薩伏依的一部分，北起上萨瓦省，西接伊泽尔省和安省，南部和东部与上阿尔卑斯省和意大利接壤。
与拉罗谢特接壤的市镇（或旧市镇、城区）包括：拉克鲁瓦-德拉罗谢特、代特里耶、埃塔布勒、普雷勒、圣皮埃尔德苏西、维拉鲁。

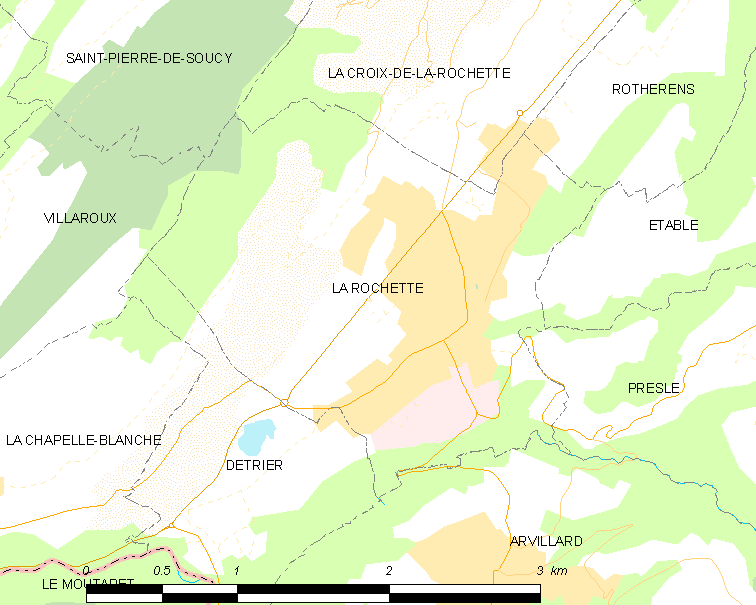
的OSM定位图

拉罗谢特的时区为UTC+01:00、UTC+02:00（夏令时）。

## 行政
拉罗谢特的邮政编码为73110，INSEE市镇编码为73215。

## 政治
拉罗谢特所属的省级选区为蒙梅利扬县。

## 人口

1962-2008年间人口变化图示

拉罗谢特于2018年1月1日时的人口数量为3747人。